# Copilotキー

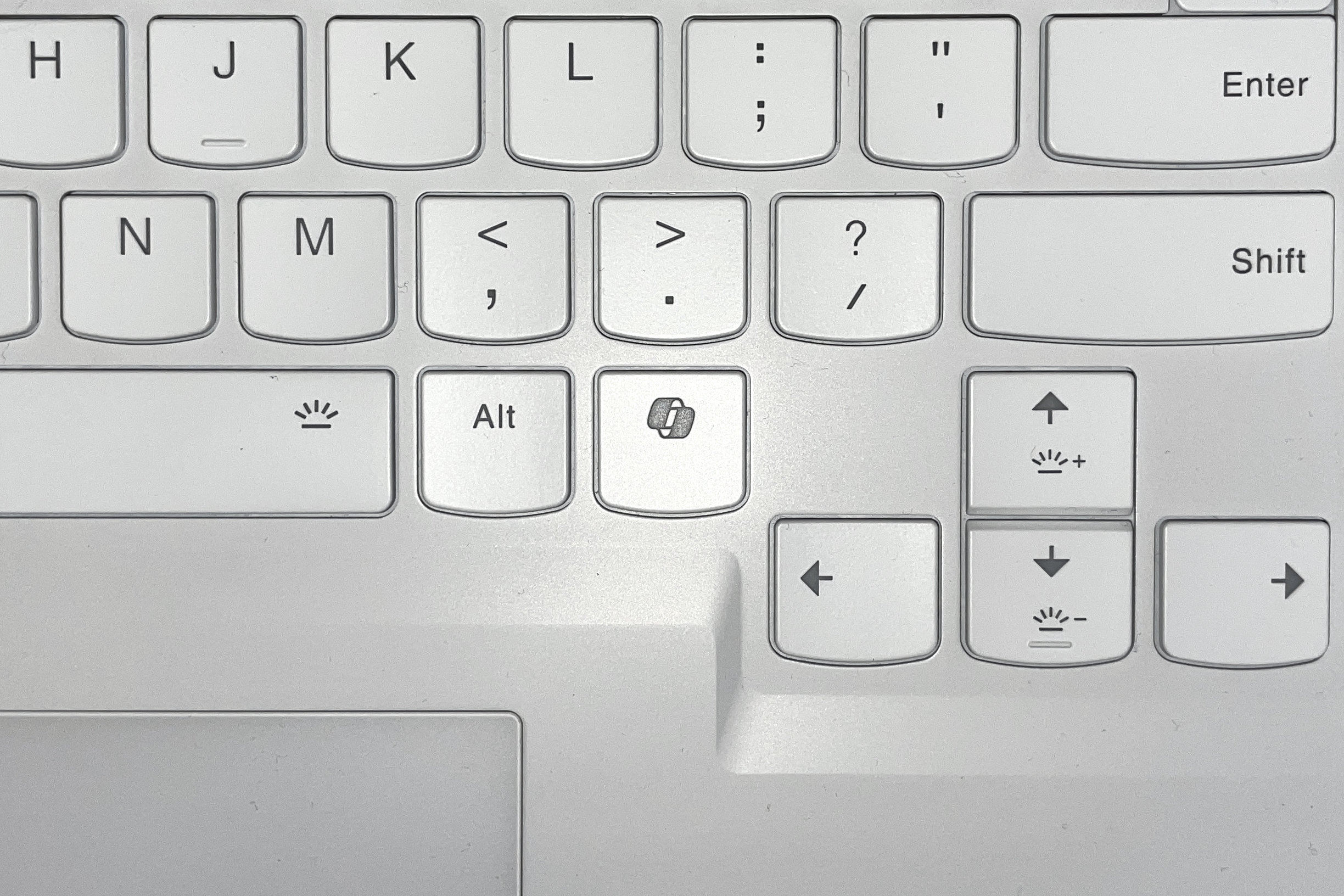
Lenovo Legion 7i のCopilotキー(中央)。メニューキーから置き換わっている。

Copilotキー（コパイロットキー、英: Copilot Key）は、パーソナルコンピュータ（パソコン）のキーボードに配置されているキーのうち、キートップにMicrosoft Copilotのロゴマークが描かれたキー。

## 概要
2024年1月4日に、Windows 11を搭載したパソコンへのCopilotキーの導入が発表された。これは、1994年のWindowsキーの導入以降約30年ぶりとなるWindows PCのキーボードの大幅な変更である。キーボードへの搭載位置は明確に決められておらず、実装位置はメーカーに委ねられる。
「Surface Pro 10」と「Surface Laptop 6」で、Surfaceシリーズとしては初めて、キーボードにCopilotキーが追加された。順次Copilotキーが搭載されたノートパソコンがリリースされている。
内部的には「左Shift」+「Windowsキー」+「F23」を同時に入力する仕組みとなっており、新たなスキャンコードは割り当てられていない。
Microsoft Copilotは⊞ Win+Cのショートカットキーでも起動できるが、このショートカットキーは廃止予定。

## 使用
押すとMicrosoft Copilotを起動する。Copilotが使用できないか無効になっている場合、Recallを起動する。それも使用できないか無効になっている場合、Windows サーチを起動する。長押しで音声ディクテーションとなり、Copilotへの質問などを行える機能が搭載される予定。
個人用設定から起動するアプリケーションを自由に変更することができる。